# 2022年8月臺灣
| << | 2022年8月 （民國111年） | >> |    |    |    |    |
| \| 日 \| 一 \| 二 \| 三 \| 四 \| 五 \| 六 \| \| \| 1 \| 2 \| 3 \| 4 \| 5 \| 6 \| \| 7 \| 8 \| 9 \| 10 \| 11 \| 12 \| 13 \| \| 14 \| 15 \| 16 \| 17 \| 18 \| 19 \| 20 \| \| 21 \| 22 \| 23 \| 24 \| 25 \| 26 \| 27 \| \| 28 \| 29 \| 30 \| 31 \| \| \| \| \| \| \| \| \| \| \| \| |                         |    |    |    |    |    |
| 臺灣新聞動態／維基新聞 |                         |    |    |    |    |    |
| 世界／中国大陆／臺灣 |                         |    |    |    |    |    |
| 日 | 一                      | 二 | 三 | 四 | 五 | 六 |
| | 1                       | 2  | 3  | 4  | 5  | 6  |
| 7 | 8                       | 9  | 10 | 11 | 12 | 13 |
| 14 | 15                      | 16 | 17 | 18 | 19 | 20 |
| 21 | 22                      | 23 | 24 | 25 | 26 | 27 |
| 28 | 29                      | 30 | 31 |    |    |    |
| |                         |    |    |    |    |    |

## 8月1日
- 中央流行疫情指揮中心公布新增1萬6352例本土病例，另增232例境外移入[1]。
- 中華電信、遠傳電信、台灣大哥大等台灣電信公司，正式宣佈從今日起用戶免費申請開通網內互打VoLTE服務，也意味著 VoLTE 時代來臨[2]。

## 8月2日
- 國防部當天早上宣布，在8月2日8時至4日12時間，實施「強化戰備整備指導期間」，將依共軍威脅適切調整[3]。這是為了美國眾議院院長裴洛西訪問台灣導致台海兩岸關係衝突加劇的準備。[4]
- 中國大陸海關總署宣佈禁止進口台灣一百多家食品，行政院農業委員會統計包含茶葉、農漁產品[5]。
- 晚上10時44分，裴洛西抵台，飛機降落臺北松山機場。外交部長吳釗燮代表政府前往機場接機[6]。

## 8月3日
- 上午9時，裴洛西參訪立法院。上午10時30分，裴洛西在總統府晉見總統蔡英文，蔡英文頒授裴洛西「特種大綬卿雲勳章」。下午2時，裴洛西參訪白色恐怖景美紀念園區。下午5時，搭乘專機離台[7]。
- 中國大陸宣布即日起暂停对台湾出口天然砂[8][9]；同时因检出检疫性有害生物，暂停進口台灣葡萄柚、柠檬、橙等柑橘类水果和冰鲜白带鱼、冻竹荚鱼[10]。
- 台灣民族黨副主席楊智淵在中國大陆被捕，遭指控從事台獨分裂活動[11]。陸委會对此表示嚴正抗議[12]。

## 8月4日
- 金防部表示，共機在昨夜2次飞过金门及北碇地区，金防部發射信號彈驅離示警。[13]
- 國防部表示，共機於下午向台灣北部南部及東部周邊海域，發射11枚東風系列彈道飛彈[14]。當晚空軍發布共機動態，共22架共機穿越台灣海峽中線，並廣播驅離、以防空飛彈追監[15]。

## 8月5日
- 中華民國陸軍在東引島進行夜間射擊操練並發射曳光彈，西引山區發生火燒山事故，因現場濃煙烈焰範圍廣大，國軍暫停操演。據報導無人傷亡[16]。

## 8月7日
- 聖文森及格瑞那丁總理龔薩福應中華民國政府邀請訪台[17]。

## 8月12日
- 台大認定林智堅論文抄襲、撤銷碩士學位後，選對會召開臨時會議，林智堅在黨中央記者會宣布退選桃園市長[18]。

## 8月15日
- 嚴重特殊傳染性肺炎臺灣疫情，連續111天（4月27日至8月15日）新增死亡個案，創「連續新增死亡案例」最長紀錄，並持續增加中。
- 自今日零時起，所有來臺旅客搭機前取消持2日內COVID-19 PCR報告[19]。
- 總統蔡英文在總統府接見美國聯邦參議院外交委員會亞太小組主席馬基訪問團[20]。
- 刑事局表示，14日自泰國帶回9名疑似遭人口販運的被害人，經查其中1名嫌犯為竹聯幫成員。刑事局當晚發布新聞稿指出，目前已有4案查明與竹聯幫相關，且經檢察官聲押獲准6人[21]。

## 8月16日
- 刑事局中部打擊犯罪中心表示，15日在北中南等地查獲3名犯嫌涉柬埔寨詐騙，警方成功攔阻5名被害人出境[22]。

## 8月17日
- 刑事局表示，針對詐騙集團藉臉書等社群平台詐騙徵人，已專案查緝，逮24名嫌犯、救出31名被害人[23]。
- 新竹地檢署表示，偵辦砸車逃逸案件時，偵獲一起非法拘禁，一名女子遭綁至泰國工作，並依涉嫌買賣、販運人口逮6名嫌犯[24]。

## 8月21日
- 中央流行疫情指揮中心公布新增2萬2137例本土病例，26死亡案例，另增260例境外移入[25]。

## 8月22日
- 台南市安南區發生殺警案，造成2名台南市員警殉職。[26]

## 8月23日
- 22日殺警案逃犯林信吾，在新竹市客運站落網送辦，台南地檢署訊後聲押[27]。
- 刑事局表示，台灣、泰國警方共援救受困緬甸KK園區和柬埔寨的16名台人順利返國[28]。

## 8月24日
- 晚間，國民黨副主席夏立言與海協會會長張志軍餐敘，席間雙方在軍演問題、農產品檢驗檢疫問題、兩岸經濟合作框架協議、恢復小三通以及台商權益與投資保障等議題進行溝通[29]。

## 8月25日
- 國民黨副主席夏立言晚間與國台辦副主任陳元豐餐敘[30]。

## 8月26日
- 總統蔡英文在總統府接見美國共和黨籍聯邦參議員布蕾波恩（Marsha Blackburn）訪問團。接著拜會國家安全會議秘書長顧立雄，及接受外交部長吳釗燮款宴，就台美安全與經貿關係等議題廣泛交換意見[31]。
- 下午3時，一名男子闖進台南市政府警察局學甲分局襲警，警方開13槍，男子中彈送醫[32]。

## 8月27日
- 帛琉共和國副總統兼司法部長席嫵杜晚間抵台，外交部常務次長俞大㵢代表政府接機歡迎[33]。

## 8月28日
- 刑事局表示，有16名台灣人自緬甸KK園區入境泰國並於27日晚間返國，經查其中3人為通緝犯，逮捕歸案[34]。
- 美國海軍宣布安提頓號飛彈巡洋艦跟錢瑟勒斯維爾號飛彈巡洋艦經過臺灣海峽國際水域。[35]
- 柬埔寨首都金邊一間公寓有3名臺灣人民因為槍擊案件死亡。[36]

## 8月30日
- 總統蔡英文視導澎湖前線部隊，依序視導空軍天駒部隊、澎湖防衛指揮部防空連、空軍第七雷達中隊、海軍一四六艦隊[37]。
- 總統蔡英文在總統府接見瓜地馬拉共和國外交部長步卡羅（Mario Búcaro）訪問團[38]。